# كريستيان كامارغو
كريستيان كامارغو (بالإنجليزية: Christian Camargo)‏ مواليد 7 يوليو 1971 في نيويورك، هو ممثل ومخرج ومنتج وكاتب سيناريو أمريكي بدأ مسيرته الفنية عام 1996.

## الأعمال
- كا-19 صانعة الأرامل
- سي اس آي: التحقيق في موقع الجريمة
- دون أثر
- شبح هامس
- صورة دوريان غراي
- ديكستر
- الكنز الوطني: كتاب الأسرار
- خزانة الألم
- ذا منتاليست
- تقرير أوروبا

## وصلات خارجية
- كريستيان كامارغو على موقع IMDb (الإنجليزية)
- كريستيان كامارغو على موقع ألو سيني (الفرنسية)
- كريستيان كامارغو على موقع أول موفي (الإنجليزية)
- كريستيان كامارغو على موقع قاعدة بيانات برودواي على الإنترنت (الإنجليزية)
- كريستيان كامارغو على موقع قاعدة بيانات الأفلام السويدية (السويدية)
- كريستيان كامارغو على موقع قاعدة بيانات الفيلم (الإنجليزية)
- كريستيان كامارغو على موقع كينوبويسك (الروسية)